# Боанг
Боанг (англ. Boang Island) — населённый остров в Папуа — Новой Гвинее. Является самым северным в группе островов Танга в Тихом океане. Расположен на северо-востоке от острова Новая Ирландия в архипелаге Бисмарка. Административно входит в состав провинции Новая Ирландия региона Айлендс.

## География
Вместе с островами Малендок, Лиф, Тефа, Битлик и Битбок входит в архипелаг Танга.
Боанг — это небольшой коралловый остров в форме полумесяца, площадью примерно 27 км². В южной его части имеются пляжи. Поверхность острова ровная, постепенно поднимающаяся к северу. Северные берега скалистые и обрывистые. Самая высшая точка — 146 метров над уровнем моря.
Автомобильные дороги обеспечивают доступ практически ко всем частям острова.
Боанг считается экономическим центром архипелага Танга. На острове проживает примерно 75 % населения островов Танга.

## Сельское хозяйство
Основной и исторической сельскохозяйственной культурой на острове является ямс, в частности, виды: ямс крылатый и ямс съедобный. Также с недавнего времени стали выращивать батат, маниоку и таро.
Из фруктов основное значения имеют кокосы, бананы и папайя.